# Råby-Rönö och Ripsa distrikt
Råby-Rönö och Ripsa distrikt är ett distrikt i Nyköpings kommun och Södermanlands län. 
Distriktet ligger öster om Nyköping. 

## Tidigare administrativ tillhörighet
Distriktet inrättades 2016 och utgörs av socknarna Råby-Rönö och Ripsa i Nyköpings kommun.
Området motsvarar den omfattning Råby-Ripsa församling hade 1999/2000 och fick 1995 när socknarnas församlingar slogs samman.